# NGC 3384
NGC 3384 (również NGC 3371, PGC 32292 lub UGC 5911) – galaktyka soczewkowata (SAB0), znajdująca się w gwiazdozbiorze Lwa. Należy do Grupy galaktyk Lew I.

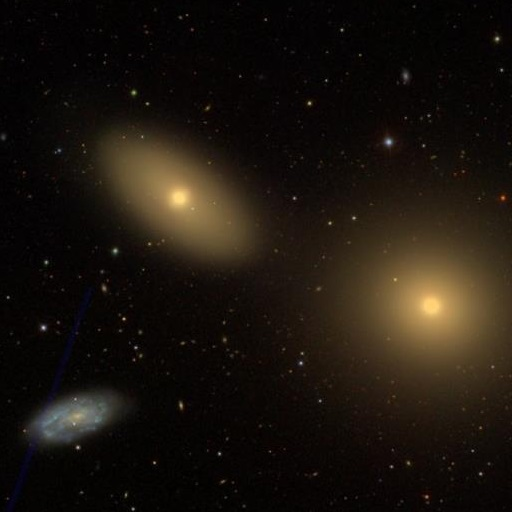
Galaktyki: NGC 3384 u góry z lewej, u dołu z lewej NGC 3389, z prawej Messier 105 (fot. SDSS)

Została odkryta 11 marca 1784 roku przez Williama Herschela, jego obserwacja została skatalogowana przez Johna Dreyera jako NGC 3384. 23 marca 1830 roku obserwował ją John Herschel, jednak błędnie obliczył jej pozycję, a w wyniku tej pomyłki skatalogował ją jako nowo odkryty obiekt; Dreyer skatalogował tę obserwację pod numerem NGC 3371.